# Marco Tardelli
Marco Tardelli, född 24 september 1954, är en italiensk före detta professionell fotbollsspelare (mittfältare) och numera tränare.
Tardelli var en av de tongivande spelarna i det italienska landslag som vann VM-guld vid VM 1982. Tardelli gjorde bland annat ett av målen i finalen mot Västtyskland. Han spelade under många år i Juventus FC. Efter den aktiva karriären har Tardelli verkat som tränare, bland annat i Italiens U21-landslag.

## Karriär
Marco Tardelli föddes i Capanne di Careggine i Toscana. Han började karriären 1972 i Pisa i Serie C och spelade sedan i Serie B-klubben AC Como innan han 1975 värvades till Juventus där han kom att ha sina största framgångar. Tardelli blev italiensk liga- och cupmästare och kunde fira segrar i Uefa Europa League (1977), Cupvinnarcupen (1984), Europeiska supercupen (1984) och Mästarcupen (1985). Tardelli var en pådrivande mittfältare såväl offensivt som defensivt.
1976 debuterade han i A-landslaget under Enzo Bearzot mot Portugal. 1978 var han del i Italiens VM-lag som kom på en fjärdeplats vid VM i Argentina. 1980 var Tardelli med i det lag som blev EM-fyra på hemmaplan. Vid VM 1982 kom hans stora stund som nyckelspelare i det Italien som vann landets tredje VM-titel. Tardelli gjorde det matchavgörande målet till 2-0 under andra halvlek. Hans distansskott föranledde vild glädje när Tardelli sprang mot den italienska bänken slåendes mot sitt bröst och skrikades "mål!, mål!". Sin sista landskamp spelade Tardelli mot Norge 1985 även om han togs ut till VM 1986. 
1985 lämnade han Juventus för spel i Inter innan han 1988 avslutade karriären i FC St. Gallen.

### Tränare
Marco Tardelli har som tränare bland annat tränar AC Cesena, Italiens U21-landslag, Inter och AS Bari. Han var under en kort period förbundskapten för Egypten. 2008-2013 var han assisterande förbundskapten till Giovanni Trapattoni i Irland.

## Meriter
- VM-slutspel: 1978, 1982, 1986
  - VM-guld 1982
  - VM-fyra 1978
- EM-slutspel: 1980
  - EM-fyra 1980